# Castell'Umberto
Castell'Umberto (Castané in siciliano) è un comune italiano di 2 765 abitanti della città metropolitana di Messina in Sicilia.
Dista circa 90 chilometri da Messina e 150 da Palermo ed è situato sui Nebrodi settentrionali, sulla dorsale nord-occidentale del monte Rocca di Poggio, tra le fiumare di Naso e di Fitalia, estendendosi per una superficie di 11,4 km² a 660 m di altitudine.

## Storia
Anticamente chiamato Castanìa, (Καστανία in greco) il borgo sorgeva più a valle, dominando il torrente del Fitalia. Le origini sono incerte. Secondo una teoria del Professor Rosario Scurria, illustre poeta e intellettuale castanese, il nome sarebbe una corruzione di Castrum Aeneae, ossia fortezza di Enea. Secondo questa teoria infatti alcuni compagni di Enea avrebbero risalito il torrente e fondato un grosso centro a valle, Salusapri, che a seguito di un'alluvione si sarebbe scinto in tre centri urbani: Castania (l'attuale Castell'Umberto appunto) Tortorici e San Salvatore). L'ipotesi sarebbe confermata dall'antico nome di una contrada, Scanio, che sarebbe stata chiamata così in onore del figlio di Enea, Ascanio appunto. In epoca bizantina il borgo antico fu roccaforte contro le invasioni saracene. A quel periodo infatti risale l'antica torre che poi, nel XVI secolo, divenne castello della nobile famiglia Sollima per passare poi nel 1671 alla famiglia Galletti che fu feudataria della baronia di Castania. Precedentemente era appartenuto ad altri casati, fra cui quello dei Barresi.
Una serie di pericolose frane avvenute a cavallo fra XIX e il XX secolo costrinsero i cittadini a evacuare. Iniziarono quindi i lavori per la costruzione del nuovo centro, rinominato in onore del principe ereditario Umberto. Il piano architettonico del nuovo borgo è su modello dei paesini piemontesi che il cavalier Di Vincenzo, allora sindaco del paese, poté ammirare durante il suo viaggio sino alla corte del re, che dovette compiere per la richiesta di fondi destinati alla ricostruzione del paese.
Oggi il paese si configura come uno dei più fortunati e accoglienti della zona per una serie di ragioni. Esso gode innanzitutto di un centro urbano sistemato secondo le regole della "città-giardino", caratterizzato dunque da un'armoniosa alternanza tra architettura e spazi verdi. Dalla piazza centrale, sulla quale si affacciano la chiesa matrice e il municipio, si dirama dunque la zona nuova del paese, arricchita da un parco comunale provvisto di piscina e campi sportivi. Un altro elemento di attrattiva è il panorama che si gode dal paese, e in particolare dalla collinetta della chiesa di Santa Croce, per via della sua posizione privilegiata. Oltre a tutti i paesi intorno e alle splendide vallate, lo spettatore può godere della vista delle isole Eolie da un lato e dell'Etna dall'altro. A meno di un chilometro dal centro si raggiunge il centro storico, l'antichissimo borgo di Castanìa, in cui si può ammirare il tessuto urbano tipicamente medioevale, le chiese superstiti e la torre del castello. A nord del paese vi è poi la suggestiva pineta, dal paesaggio tipicamente nebroideo, con fauna e flora autoctone.

## Monumenti e luoghi di interesse
- La chiesa madre Maria SS. Assunta, costruita nel 1931 su progetto di Aurelio Ghersi (al quale si deve anche l'attuale sistemazione della piazza), conserva al suo interno due statue di Antonio Gagini (1526-1532), nonché antichi quadri quali Il martirio di san Bartolomeo, un dipinto raffigurante l'antica patrona e paesana del paese, santa Marina Pandarita e l'insigne simulacro dell'attuale patrono san Vincenzo Ferreri.

- La chiesa Maria S.S. Annunziata della c.da di Sfaranda.
- Il castello normanno dei Sollima, di cui rimangono il maschio e parte delle mura, che sovrasta il centro storico del paese.
- La cinquecentesca Chiesa di S. Francesco, un tempo archivio dei monaci francescani e oggi splendida per i suoi affreschi e il suo antico organo d'oro.
- L'antica chiesa di Santa Barbara, in pieno centro storico. Si distingue per il campanile a mosaico policromatico.
- Il convento domenicano dedicato a san Vincenzo Ferreri, patrono del paese, costruito intorno alla fine del Quattrocento e attiguo alla chiesa di Santa Barbara (ventiduesima istituzione dell'ordine in terra di Sicilia[8]). Fu edificato nel luogo in cui venne a finire una pietra lanciata da un predicatore domenicano giunto in paese per portarvi il culto di San Vincenzo e incitare gli abitanti a edificare una chiesa in suo onore. Oggi ne resta solo il campanile e parte delle pareti. Esso è stato in parte ricostruito e trasformato in auditorium all'aperto per l'organizzazione di eventi culturali.
- il santuario di Santa Croce. Sorge su una collinetta, sulla cui sommità si trova una croce che si dice fosse punto di riferimento per le navi nel tardo Medioevo.
- la chiesa di San Giorgio, antichissima chiesetta fuori paese da poco ricostruita.
- i ruderi dell'antichissima chiesa madre del paese, la chiesa di San Nicola, nonché i ruderi del monastero basiliano di Santa Marina, adattato a frantoio in epoche successive.
- ruderi dell'antica chiesetta rurale dell'Angelo custode.
- la fontana della villa comunale Pertini e quella dedicata agli emigrati in Australia, di recente costruzione.
- le insegne di benvenuto che si trovano a contrada Baracche e sulla statale 113 Randazzo - Capo d'Orlando all'altezza della Villa comunale Lucio Piccolo
- il seminario estivo "Maria SS. del Tindari" di proprietà del seminario di Patti
- il convento delle suore salesiane, già abitazione privata.
- La gentilizia Chiesa di San Biagio risalente al 1800 nell'omonima borgata.

## Società

### Evoluzione demografica
Abitanti censiti

## Economia
Celebre la lavorazione della pietra castenese da parte degli scalpellini locali. Da ricordare anche la produzione di prodotti locali dall'inconfondibile sapore mediterraneo.
Il paese è costituito da servizi, sia sportivi che culturali come
la piscina,
la piazza centrale,
il parco,
la villa comunale,
una struttura attrezzata per la riproduzione di film e video,
un campo da tennis,
un ippodromo,
una biblioteca comunale,
un oratorio ancora in fase di organizzazione (ex convento delle suore),
un campo da calcio comunale e una sede sportiva.

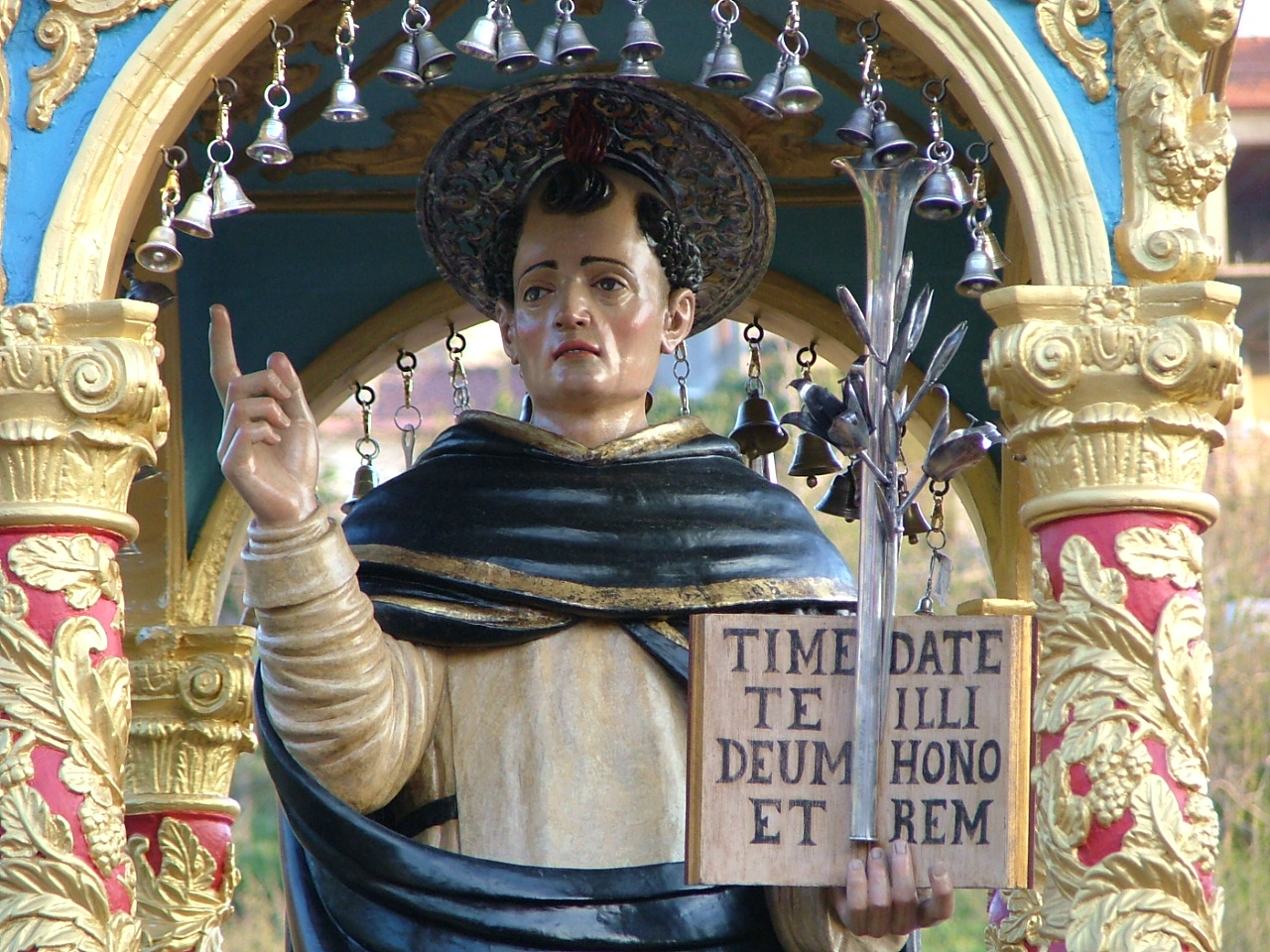
Simulacro del Patrono di Castell'Umberto San Vincenzo Ferreri custodito nella Chiesa Madre.

## Amministrazione
Di seguito è presentata una tabella relativa alle amministrazioni che si sono succedute in questo comune.
| Periodo         | Periodo         | Primo cittadino               | Partito                     | Carica              | Note   |
| --------------- | --------------- | ----------------------------- | --------------------------- | ------------------- | ------ |
| 1820            | 1822            | Antonio Rosella               |                             | Sindaco             | [ 10 ] |
| 1822            | 1823            | Francesco Galati              |                             | Sindaco             | [ 10 ] |
| 1823            | 1827            | Diego Giammillaro             |                             | Sindaco             | [ 10 ] |
| 1828            | 1831            | Vincenzo Lipari Canciglia     |                             | Sindaco             | [ 10 ] |
| 1831            | 1834            | Giuseppe Gentile              |                             | Sindaco             | [ 10 ] |
| 1834            | 1937            | Francesco Prestileo           |                             | Sindaco             | [ 10 ] |
| 1838            | 1839            | Antonino Notar Baudo          |                             | Sindaco             | [ 10 ] |
| 1839            | 1843            | Giuseppe Gentile              |                             | Sindaco             | [ 10 ] |
| 1843            | 1847            | Michele Di Vincenzo           |                             | Sindaco             | [ 10 ] |
| 1847            | 1848            | Sebastiano Germanà            |                             | Sindaco             | [ 10 ] |
| 1848            | 1849            | Calogero Prestileo            |                             | Sindaco             | [ 10 ] |
| 1849            | 1852            | Sebastiano Germanà            |                             | Sindaco             | [ 10 ] |
| 1852            | 1852            | Gaetano Graziano              |                             | Sindaco             | [ 10 ] |
| 1852            | 1853            | Michele di Vincenzo           |                             | Sindaco             | [ 10 ] |
| 1853            | 1859            | Nicolò Cassarà                |                             | Sindaco             | [ 10 ] |
| 1859            | 1860            | Antonino Catania              |                             | Sindaco             | [ 10 ] |
| 1860            | 1860            | Giuseppe Scurria              |                             | Sindaco             | [ 10 ] |
| 1860            | 1861            | Nicolò Lipari                 |                             | Sindaco             | [ 10 ] |
| 1861            | 1864            | Nicolò Cassarà                |                             | Sindaco             | [ 10 ] |
| 1864            | 1871            | Michele Di Vincenzo           |                             | Sindaco             | [ 10 ] |
| 1871            | 1877            | Sebastiano Germanà            |                             | Sindaco             | [ 10 ] |
| 1877            | 1890            | Rosario Scurria               |                             | Sindaco             | [ 10 ] |
| 1890            | 1923            | Cesare Di Vincenzo            |                             | Sindaco             | [ 10 ] |
| 1923            | 1924            | Giuseppe Galeani              |                             | regio commissario   | [ 10 ] |
| 1924            | 1935            | Vincenzo Franchina            |                             | Podestà             | [ 11 ] |
| 1935            | 1943            | Rosario Germanà               |                             | Podestà             | [ 11 ] |
| 1943            | 1946            | Michele Di Vincenzo           |                             | Sindaco             | [ 10 ] |
| 21 ottobre 1946 | 7 novembre 1960 | Cesare Di Vincenzo            |                             | Sindaco             | [ 10 ] |
| 7 novembre 1960 | 1962            | Aldino Sardo Infirri          |                             | Sindaco             | [ 10 ] |
| 1962            | 1963            | Giuseppe Busacca              |                             | Sindaco             | [ 10 ] |
| 1963            | 1964            | Carmelo Liprino               |                             | Sindaco             | [ 10 ] |
| 1964            | 11 giugno 1985  | Aldino Sardo Infirri          |                             | Sindaco             | [ 10 ] |
| 11 giugno 1985  | 22 maggio 1990  | Aldino Sardo Infirri          | Partito Socialista Italiano | Sindaco             | [ 11 ] |
| 22 maggio 1990  | 14 giugno 1994  | Aldino Sardo Infirri          | Partito Socialista Italiano | Sindaco             | [ 11 ] |
| 14 giugno 1994  | 25 maggio 1998  | Vincenzo Costantino Lopresti  |                             | Sindaco             | [ 10 ] |
| 28 aprile 1997  | 25 maggio 1998  | Onofrio Zaccone               |                             | Comm. straordinario | [ 11 ] |
| 25 maggio 1998  | 27 maggio 2003  | Salvatore Giuseppe Polino     | lista civica                | Sindaco             | [ 11 ] |
| 27 maggio 2003  | 17 giugno 2008  | Salvatore Giuseppe Polino     | lista civica                | Sindaco             | [ 11 ] |
| 17 giugno 2008  | 8 luglio 2013   | Alessandro Pruiti Ciarello    | lista civica                | Sindaco             | [ 11 ] |
| 11 giugno 2013  | 30 maggio 2023  | Vincenzo Biagio Lionetto Civa |                             | Sindaco             | [ 11 ] |
| 30 maggio 2023  | in corso        | Veronica Maria Armeli         |                             | Sindaco             | [ 11 ] |

1. Altre informazioni amministrative

Il comune di Castell'Umberto fa parte delle seguenti organizzazioni sovracomunali: regione agraria n.8 (Colline litoranee di Patti).